# Kanigiri
Kanigiri är en ort i Indien.   Den ligger i distriktet Prakasam och delstaten Andhra Pradesh, i den södra delen av landet, 1 500 km söder om huvudstaden New Delhi. Kanigiri ligger 111 meter över havet och antalet invånare är 25 045.
Terrängen runt Kanigiri är platt. Runt Kanigiri är det ganska tätbefolkat, med 155 invånare per kvadratkilometer. Omgivningarna runt Kanigiri är en mosaik av jordbruksmark och naturlig växtlighet.